# Park Mi-suk (Schiedsrichterin)
Park Mi-suk (koreanisch 박미숙; * 1983) ist eine südkoreanische Fußballschiedsrichterassistentin.
Seit 2008 steht sie auf der Liste der FIFA-Schiedsrichter und leitet internationale Fußballpartien.
Seit November 2018 leitet Park Spiele in der australischen A-League Women und seit Mai 2022 auch einige Spiele in der A-League Men. Damit war sie die erste südkoreanische Schiedsrichterin, die im Ausland ein Ligaspiel in einer Herren-Liga geleitet hat.
Park war als Schiedsrichterassistentin von Kim Yu-jeong bei der U-20-Weltmeisterschaft 2022 in Costa Rica im Einsatz, bei der das Gespann zwei Gruppenspiele und ein Viertelfinale leitete.
Im Januar 2023 wurde Park für die Weltmeisterschaft 2023 in Australien und Neuseeland nominiert.